# Włodzimierz Padlewski
Włodzimierz Padlewski (ur. 27 lipca 1904 (właśc. 1903) w Sosnówce, Imperium Rosyjskie, zm. 28 maja 2007 w Sopocie) – polski architekt, zajmował się także architekturą wnętrz, wzornictwem przemysłowym, projektowaniem mebli.

## Życiorys
Urodził się w okolicach Petersburga. Jego rodzina została tam przeniesiona przez władze carskie z majątku koło Berdyczowa w ramach represji za udział w powstaniu styczniowym. W 1918 roku Padlewscy przeprowadzili się do Warszawy, gdzie w latach 1921–1923 uczęszczał do Gimnazjum im. Tadeusza Reytana. Razem z ojcem (prof. Józef Padlewski był architektem i długo pracował w ośrodkach polonijnych na terenie Rosji) projektował wnętrza pawilonów wystawienniczych Ministerstwa Komunikacji, Przemysłu Lotniczego i Samochodowego oraz Powszechnej Wystawy Krajowej w Poznaniu. W 1928 r. wygrał konkurs na projekt typowych domów oficerskich, rok później zwyciężył w konkursie na projekt Dworca Głównego w Warszawie. Studiował na Wydziale Architektury Politechniki Warszawskiej, dyplom uzyskał w 1934 r. W tym samym roku ożenił się z Janiną Biskupską.
Najbardziej interesował się architekturą wnętrz. Sporządził projekty gabinetu Marii Róży hr. Tarnowskiej (1931) czy pałacu Stanisława Rużyczki de Rosenwertha w Cieleśnicy na Podlasiu. Do roku 1939 wykonał liczne projekty wnętrz użyteczności publicznej. Jednym z najważniejszych jego dokonań były awangardowe projekty mebli z giętych stalowych rur dla Zameczku Prezydenckiego w Wiśle (1930). Większość zaprojektowanych mebli przetrwała do dzisiaj. Stanowią jedyny przykład zastosowania stylu modernistycznego w reprezentacyjnej, państwowej rezydencji.
W 1937 r. projektował ekspozycje na Wystawie Światowej „Sztuka i Technika” w Paryżu. W 1939 roku otrzymał I nagrodę za projekty wnętrz polskiego pawilonu na Wystawie Światowej w Nowym Jorku (zrealizowane wraz z Tadeuszem Piotrowskim). Również pierwsze miejsce przypadło mu w konkursie na projekt dzielnicy im. Marszałka Józefa Piłsudskiego w Warszawie. W czasie wojny był żołnierzem Armii Krajowej i walczył w powstaniu warszawskim. Po 1945 roku przeprowadził się do Sopotu, podejmując pracę przy odbudowie zabytków w Gdańsku. W latach 1948–1953 pracował w Biurze Budownictwa Przemysłowego w Gdańsku. Od roku 1946 do 1974 wykładał w gdańskiej Państwowej Wyższej Szkole Sztuk Plastycznych (od 1996 roku Akademii Sztuk Pięknych), prowadząc między innymi Pracownię Projektowania Wnętrz na Wydziale Architektury Wnętrz. W latach 1962–1964 był dziekanem Wydziału Architektury Wnętrz.
Członek Stowarzyszenia Architektów Polskich. Był jednym z pionierów polskiego wzornictwa, wieloletnim profesorem i doktorem honoris causa gdańskiej Akademii Sztuk Pięknych (2003), dla której zorganizował program studiów Wydziału Architektury Wnętrz.